# Khenguet Sidi Nadji
Khenguet Sidi Nadji là một đô thị thuộc tỉnh Biskra, Algérie. Dân số thời điểm năm 2002 là 2.526 người.